# Conferenza episcopale internazionale dei Santi Cirillo e Metodio
La Conferenza episcopale internazionale dei Santi Cirillo e Metodio (in latino: Conferentia Episcoporum Internationalis SS. Cyrilli et Metodii, C.E.I.C.E.M.) è un organismo della Chiesa cattolica che raggruppa i vescovi di Serbia, Montenegro, Kosovo e Macedonia del Nord.
La C.E.I.C.E.M., istituita da papa Giovanni Paolo II nel dicembre 2004, è membro del Consiglio delle conferenze dei vescovi d'Europa (Consilium Conferentiarum Episcoporum Europae, C.C.E.E.). La sua sede è la città di Belgrado, capitale della Serbia.
Presidente della Conferenza episcopale dal 2016 è il cardinale Ladislav Német, S.V.D., arcivescovo metropolita di Belgrado.

## Membri della C.E.I.C.E.M.
Sono 10 le circoscrizioni ecclesiastiche che fanno parte della Conferenza episcopale internazionale dei Santi Cirillo e Metodio:
| Diocesi                                                       | Stati e Paesi      |
| ------------------------------------------------------------- | ------------------ |
| Provincia ecclesiastica di Belgrado:                          |                    |
| Arcidiocesi di Belgrado                                       | Serbia             |
| Diocesi di Subotica                                           | Serbia             |
| Diocesi di Zrenjanin                                          | Serbia             |
|                                                               |                    |
| Altre province ecclesiastiche:                                |                    |
| Diocesi di Cattaro                                            | Montenegro         |
| Diocesi di Sirmio                                             | Serbia             |
| Diocesi di Skopje                                             | Macedonia del Nord |
|                                                               |                    |
| Immediatamente soggette alla Santa Sede:                      |                    |
| Arcidiocesi di Antivari                                       | Montenegro         |
| Diocesi di Prizren-Pristina                                   | Kosovo             |
| Eparchia della Beata Maria Vergine Assunta in Strumica-Skopje | Macedonia del Nord |
| Eparchia di San Nicola di Ruski Krstur                        | Serbia Kosovo      |

## Vertici
Elenco dei presidenti della Conferenza episcopale internazionale dei Santi Cirillo e Metodio:
- Arcivescovo Stanislav Hočevar, S.D.B. (16 aprile 2001 - aprile 2011)
- Arcivescovo Zef Gashi (aprile 2011 - 16 marzo 2016)
- Cardinale Ladislav Német, S.V.D., dal 16 marzo 2016

Elenco dei vicepresidenti della Conferenza episcopale internazionale dei Santi Cirillo e Metodio:
- Arcivescovo Stanislav Hočevar (aprile 2011 - 16 marzo 2016)
- Vescovo Đura Džudžar, dal 16 marzo 2016

Elenco dei segretari generali della Conferenza episcopale internazionale dei Santi Cirillo e Metodio:
- Vescovo Ladislav Német, S.V.D. (aprile 2011 - 16 marzo 2016)
- Presbitero Mirko Štefković (marzo 2016 - 2021)